# Document
Document é o quinto álbum de estúdio da banda R.E.M., lançado em 1987, poucos meses após o lançamento da coletânea Dead Letter Office. Ele foi o último álbum com a gravadora I.R.S. Records, e o primeiro que contou com a participação do produtor Scott Litt.
| Críticas profissionais                                                      | Críticas profissionais |
| Avaliações da crítica                                                       | Avaliações da crítica  |
| Fonte                                                                       | Avaliação              |
| --------------------------------------------------------------------------- | ---------------------- |
| All Music Guide                                                             | [ 1 ]                  |
| Robert Christgau                                                            | (A)                    |
| Rolling Stone                                                               | [ 3 ]                  |
| Esta tabela precisa de ser acompanhada por texto em prosa. Consulte o guia. |                        |

## Faixas
Todas as canções por Bill Berry, Peter Buck, Mike Mills e Michael Stipe, exceto onde indicado.
1. "Finest Worksong" – 3:48
2. "Welcome to the Occupation" – 2:46
3. "Exhuming McCarthy" – 3:19
4. "Disturbance at the Heron House" – 3:32
5. "Strange" (B.C. Gilbert, Graham Lewis, Colin Newman, Robert Gotobed) – 2:31
6. "It's the End of the World as We Know It (And I Feel Fine)" – 4:05
7. "The One I Love" – 3:17
8. "Fireplace" – 3:22
9. "Lightnin' Hopkins" – 3:20
10. "King of Birds" – 4:09
11. "Oddfellows Local 151" – 5:21

### Relançamento
Em 12 de maio de 1992, a EMI relançou o álbum com seis faixas bônus:
1. "Finest Worksong (Other Mix)" – 3:47
2. "Last Date" (Floyd Cramer) – 2:16
3. "The One I Love" (ao vivo) – 4:06
4. "Time After Time Etc..." (ao vivo) – 8:22
5. "Disturbance at the Heron House" (ao vivo) – 3:26
6. "Finest Worksong" (Lengthy Club Mix) – 5:52

## Integrantes
- Bill Berry – bateria e vocal
- Peter Buck – guitarra
- Mike Mills – baixo e vocal
- Michael Stipe – vocal

### Músicos adicionais
- Steve Berlin – trompa
- Carl Marsh – sintetizador Fairlight CMI

## Posição nas paradas semanais

### Paradas semanais
| Ano  | Parada                         | Melhor posição | Semanas na parada |
| ---- | ------------------------------ | -------------- | ----------------- |
| 1987 | Estados Unidos (Billboard 200) | 10             | 33                |
| 1987 | Reino Unido (UK Albums Chart)  | 28             | 5                 |
| 1987 | Austrália (Kent Music Report)  | 47             | 9                 |

### Singles
| Ano  | Canção                                                      | Parada                           | Posição |
| ---- | ----------------------------------------------------------- | -------------------------------- | ------- |
| 1987 | "It's the End of the World as We Know It (And I Feel Fine)" | Billboard Mainstream Rock Tracks | 16      |
| 1987 | "It's the End of the World as We Know It (And I Feel Fine)" | Billboard Hot 100                | 69      |
| 1987 | "The One I Love"                                            | Billboard Hot 100                | 9       |
| 1988 | "The One I Love"                                            | Billboard Mainstream Rock Tracks | 2       |
| 1988 | "Finest Worksong"                                           | Billboard Mainstream Rock Tracks | 28      |
| 1988 | "Finest Worksong"                                           | UK Singles Chart                 | 50      |
| 1988 | "The One I Love"                                            | UK Singles Chart                 | 51      |
| 1991 | "The One I Love"                                            | UK Singles Chart                 | 16      |
| 1991 | "It's the End of the World as We Know It (And I Feel Fine)" | UK Singles Chart                 | 39      |